# بيدير كايسيدو
بيدير كايسيدو (13 مايو 1992 في الإكوادور - ) هو لاعب كرة قدم إكوادوري في مركز الوسط. لعب مع نادي برشلونة.

## وصلات خارجية
- بيدير كايسيدو على موقع قاعدة بيانات كرة القدم.إي يو (الإنجليزية)
- بيدير كايسيدو على موقع ناشيونال فوتبول تيمز (الإنجليزية)
- بيدير كايسيدو على موقع Soccerway.com (الإنجليزية)
- بيدير كايسيدو على موقع عالم كرة القدم.نت (الإنجليزية)